# Jane Harman
Jane Margaret Lakes Harman, född 28 juni 1945 i New York, New York, är en amerikansk demokratisk politiker. Hon representerade delstaten Kaliforniens 36:e distrikt i USA:s representanthus 1993–1999 och 2001–2011.
Harman gick i skola i University High School i Los Angeles. Hon avlade 1966 grundexamen vid Smith College och 1969 juristexamen vid Harvard Law School. Hon var medarbetare åt senator John V. Tunney 1972–1973. Hon var biträdande kabinettssekreterare i Vita Huset 1977–1978.
Harman blev först invald i representanthuset i kongressvalet 1992. Hon omvaldes 1994 och 1996.
Harman kandiderade i demokraternas primärval inför guvernörsvalet i Kalifornien 1998 men förlorade mot Gray Davis. Hon efterträddes 1999 i representanthuset av republikanen Steven T. Kuykendall. Harman utmanade sedan Kuykendall i kongressvalet 2000 och vann. Hon omvaldes i de fem därpå följande kongressvalen och avgick i februari 2011.